# Gelephu
Gelephu (དགེ་ལེགས་ཕུ་ in dzongkha, Dge-legs-phu secondo la traslitterazione Wylie) è una città del Bhutan situata nel distretto di Sarpang.